# Ulf S. Graupner
Ulf S. Graupner (* 26. Dezember 1964 in Greiz) ist ein deutscher Grafiker, Comiczeichner und Illustrator.

## Leben
Graupner studierte nach seiner Ausbildung zum Gebrauchswerber von 1988 bis 1991 Zeichentrick-Animation an der Hochschule für Film und Fernsehen „Konrad Wolf“ in Potsdam-Babelsberg. Nach einer kurzen Tätigkeit als Zeichentrick-Animator und Hintergrundzeichner in zwei Trickfilmstudios arbeitete er von 1993 bis 1999 als Comiczeichner bei Mosaik. Anschließend war Graupner sieben Jahre als Zeichner der wöchentlichen, eine Seite umfassenden Abrafaxe-Comicstrips in der Superillu tätig, bevor er 2004 mit seiner Mitarbeit an der Sparkassen-Comic-Serie Knax begann.
Besonderer Beliebtheit erfreuen sich Graupners Illustrationen zu der Roman-Reihe Ritter Runkel, die der Autor Lothar Dräger in Anlehnung an die gleichnamige Heft-Serie bei Mosaik aus den späten 1960er Jahren schuf.
Graupners Repertoire ist äußerst vielseitig. Sein Zeichenstil ist jedoch immer durch klare Konturlinien gekennzeichnet. In vielen seiner Arbeiten lässt der Künstler den Mosaik-Stil der 1960er Jahre wieder auferstehen.
Ab 2012 erschien die Serie Das UPgrade, in der er als Texter mit Zeichner und Co-Autor Sascha Wüstefeld schrieb. Drei Bände erschienen, der erste erhielt 2013 beim Comicfestival München den Hauptpreis des ICOM Independent Comic Preis. Im Jahre 2019 endete die Reihe.

## Werke (Auswahl)
- MOSAIK. Mitarbeit an den Heften #209 bis #279, MOSAIK Steinchen für Steinchen Verlag GmbH, Berlin 1993–1998.
- Abrafaxe-Onepager in SUPERillu, Jens U. Schubert und Ulf S. Graupner (350 Folgen). SUPERillu Verlag GmbH & Co. KG, Berlin 1999–2005.
- Ich fürchte, wir haben Termiten … Auswahl von SUPERillu-Folgen, Jens U. Schubert, Ulf S. Graupner u. a. MOSAIK Steinchen für Steinchen Verlag GmbH, Berlin 1999, ISBN 978-3-932667-24-4.
- Ritter Runkel und seine Zeit. Lothar Dräger (Roman), Illustrationen: Ulf S. Graupner. edition claudia im Verlag Jurgeit, Krismann & Nobst, Berlin 2002, ISBN 978-3-936908-02-2.
- Ritter Runkel – Der Diplomat. Lothar Dräger (Roman), Illustrationen: Ulf S. Graupner. edition kraut & rüben im MOSAIK Steinchen für Steinchen Verlag GmbH, Berlin 2006, ISBN 978-3-932667-49-7.
- Ritter Runkel – Die Legende. Lothar Dräger (Roman), Illustrationen: Ulf S. Graupner. edition kraut & rüben im MOSAIK Steinchen für Steinchen Verlag GmbH, Berlin 2009, ISBN 978-3-937649-48-1.
- Wilhelm Busch und die Folgen. (Mitarbeit). EGMONT Verlagsgesellschaften mbH / JNK Media / Ehapa Comic Collection 2007, ISBN 978-3-7704-3173-1.
- Blackbeards Schatz – Eine Piratengeschichte mit den Abrafaxen. Auswahl von SUPERillu-Folgen, Jens U. Schubert, Ulf S. Graupner. MOSAIK Steinchen für Steinchen Verlag GmbH, Berlin 2010, ISBN 978-3-941815-26-1.
- Knax. (Mitarbeit). Deutscher Sparkassen Verlag, Stuttgart seit 2004.
- Im Namen der Rübe. Lothar Dräger (Roman), Illustrationen: Ulf S. Graupner. edition kraut & rüben im MOSAIK Steinchen für Steinchen Verlag GmbH, Berlin 2012, ISBN 978-3-937649-35-1.
- Das UPgrade. Band 1, US-Format (als Comicautor, mit Zeichner und Co-Autor Sascha Wüstefeld). Zitty Verlag GmbH, Berlin 2012, ISBN 978-3-922158-02-8.
- Das UPgrade. Band 2, US-Format (als Comicautor, mit Zeichner und Co-Autor Sascha Wüstefeld). Zitty Verlag GmbH, Berlin 2013, ISBN 978-3-922158-10-3.
- Das Buch der finsteren Weihnachtskarten. (als Autor und Illustrator). Piredda Verlag, Berlin 2012, ISBN 978-3-941279-45-2.
- Die Reise zum Mond – Eine irrwitzige Geschichte mit den Abrafaxen. Auswahl von SUPERillu-Folgen, Jens U. Schubert (Autor), Ulf S. Graupner. MOSAIK Steinchen für Steinchen Verlag GmbH, Berlin 2012, ISBN 978-386462-051-5.
- Das UPgrade. Band 1, Albenformat (als Comicautor, mit Zeichner und Co-Autor Sascha Wüstefeld). Cross Cult/Amigo Grafik GbR, Ludwigsburg 2015, ISBN 978-3-86425-668-4.
- Das UPgrade. Band 2, Albenformat (als Comicautor, mit Zeichner und Co-Autor Sascha Wüstefeld). Cross Cult/Amigo Grafik GbR, Ludwigsburg 2015, ISBN 978-3-86425-669-1.
- Das UPgrade. Band 3, Albenformat (als Comicautor, mit Zeichner und Co-Autor Sascha Wüstefeld). Cross Cult/Amigo Grafik GbR, Ludwigsburg 2016, ISBN 978-3-86425-670-7.
- mit Rolf Hoffsky: Die Frau mit dem Zauberpinsel. Ilse Wende-Lungershausen und ihre heile Welt der Aquarellkinder. In: CAMP – Magazin für Comic, Illustration und Trivialkultur. Nr. 2/2016. Edition Alfons, Barmstedt 2016, S. 50–59.
- mit Marcel Bühner: Blumenkind und Blendax-Max. Mode, Spiel und Kinderbuch. Die Illustratorin Ilse Wende-Lungershausen. (Bad Kissinger Museums-Informationen. Heft 7 / Begleitbroschüre zur gleichnamigen Sonderausstellung im Museum Obere Saline). Verlag Stadt Bad Kissingen, Bad Kissingen 2021, ISBN 978-3-934912-25-0.